# Эренкирхен
Эренкирхен (нем. Ehrenkirchen) — община в Германии, в земле Баден-Вюртемберг. 
Подчиняется административному округу Фрайбург. Входит в состав района Брайсгау — Верхний Шварцвальд.  Население составляет 7270 человек (на 31 декабря 2010 года). Занимает площадь 37,80 км².
Коммуна подразделяется на 5 сельских округов.

## Известные уроженцы
- Енгер, Иоганн Батист (1793—1856) — музыкант и композитор.